# 李碧華鬼魅系列
《李碧華鬼魅系列》為2013年的香港電影，改編自香港作家李碧華的怪談精選集，以《迷離夜》及《奇幻夜》上下兩編上映。此電影系列號召了香港電影界五名著名導演（李志毅、陳果、陳嘉上、泰迪羅賓、劉國昌），以及任達華首執導筒，各自執導一篇約半小時的短編故事。上編《迷離夜》于2013年7月11日香港上映，下編《奇幻夜》于同年8月8日上映。

## 迷離夜
《迷離夜》是李碧華鬼魅系列的第 1 集，由任達華、李志毅、陳果執導的3 部短片。

### 劇情
〈贓物〉
關富強（任達華　飾）是一個失業中年漢，生活潦倒，為了生活，盜取剛剛喪夫郭詠妮（邵美琪　飾）老公朱永傑（駱應鈞　飾）的骨灰罌並進行勒索！原本一切都進行得十分順利，直至某個晚上，關富強收到一通神秘電話…
〈放手〉
有陰陽眼的風水佬何可（梁家輝　飾）因為負擔不起高昂的租金，只好無奈結業。最後一日開工，來了一對疑似自稱撞鬼的夫婦，何可將個案轉介給隔壁的水晶占卜師王蘭（陳慧琳　飾），以為就此告一段落，安心關門大吉；誰知隨後一個女學生（顏卓靈　飾）突然闖入要求何可為她睇掌，但她的左手緊緊握著，寧死也不肯放開…
〈驚蟄〉
朱婆婆（邵音音　飾）在每年正月廿七驚蟄都會在鵝頸橋擺檔打小人。今晚最後一位顧客是一個妙齡少女（陳靜　飾）要求打四個小人，怪事隨即接踵而來，附近更發生連串命案…

### 演員表
〈贓物〉
| 演員   | 角色         | 關係／暱稱         |
| 任達華 | 關富強       | 后被火烧死         |
| 邵美琪 | 郭詠妮       | 朱永傑之妻         |
| 元秋   | 燒味店老闆娘 |                    |
| 駱應鈞 | 朱永傑       | 后于车祸中伤重身亡 |
| 林雪   | 李老闆       | 男鬼               |
| 王梓軒 | 年青軍裝警員 |                    |
| 陳曉槾 | 小女鬼       |                    |
| 陳曉葇 | 小女鬼       |                    |
| 袁富華 | 老軍裝警員   |                    |
| 馬宇澄 | 鬼           |                    |
| 何世文 | 鬼           |                    |
| 李麗君 | 鬼           |                    |
| 梁志光 | 工頭         |                    |
| 梁卓美 | 裁縫店老闆   |                    |
| 黃千殷 | 看房客       |                    |
| 胡軼心 | 看房客       |                    |

〈放手〉
| 演員     | 角色     | 關係／暱稱                                                         |
| 梁家輝   | 何可     | 風水佬                                                             |
| 陳慧琳   | 王蘭     | 蘭姐 占卜師                                                        |
| 顏卓靈   | 陳小婷   | 因怀有张嘉俊的骨肉后，对方不负责任而跳海自杀身亡                   |
| 童愛玲   | 何妻     | 何可老婆                                                           |
| 李雨陽   | 張嘉俊   | 自稱撞鬼的夫婦之一，學校泳隊教練，欺骗陈小婷感情而令其跳海自杀身亡 |
| 陳瀅     | 張太太   | 自稱撞鬼的夫婦之一，張嘉俊老婆，陈小婷之情敌最后被其附身，后和好   |
| 楊斯雅   | 美少婦   |                                                                    |
| 胡軼心   | 光仔     | 侍應生                                                             |
| 沈良杰   | 斌仔     | 何可兒子，最后告知其父自己可以见到鬼魂                             |
| 歐陽詠汶 | 客人     |                                                                    |
| 郭芷翹   | 游泳隊員 |                                                                    |
| 羅伊琳   | 游泳隊員 |                                                                    |

〈驚蟄〉
| 演員   | 角色                           | 關係／暱稱                         |
| 邵音音 | 朱姐                           | 在鵝頸橋擺檔打小人，最后因车祸受伤 |
| 顧美華 | 顧客                           | 朱姐的客人                         |
| 陳靜   | 阿静                           | 于三年前被奸杀身亡                 |
| 盧海鵬 | 梁震嬰                         | 朱姐的客人 諧音影射梁振英          |
| 陳麗雲 | 打小人婆婆                     |                                    |
| 李凱賢 | 安仔                           | 朱姐兒子，最后被铁柱插死           |
| 梁永傑 | 高清水                         | 最后被阿静杀害                     |
| 陳偉雄 | 陳也門                         | 最后被阿静杀害                     |
| 何華超 | 警察                           |                                    |
| 陳榮照 | 警察                           |                                    |
| 侯煥玲 | 撿紙皮婆婆                     | 与朱姐不和                         |
| 周淑慧 | 按摩女                         |                                    |
| 鐘潔嵐 | 安仔老婆                       |                                    |
| 陳嘉城 | 安仔兒子                       |                                    |
| 陳中泰 | 打麻將街坊，目击高清水跳楼身亡 |                                    |
| 何少英 | 打麻將街坊，目击高清水跳楼身亡 |                                    |

### 工作人員
- 導演：任達華（《贓物》）、李志毅（〈放手〉）、陳果（〈驚蟄》）
- 編劇：李碧華（《贓物〉）、李志毅（〈放手〉）、陳果（〈驚蟄》）
- 出品人、監製：江志強、鄧漢強
- 美術總監：奚仲文、黃炳耀
- 攝影指導：關智耀 (HKSC)（〈贓物〉）、Wade Muller (HKSC, ACS)（〈放手〉）、林華全 (HKSC)（〈驚蟄〉）
- 剪接：鄺志良 (HKSE)、李嘉榮 (HKSE)、李志毅、陳果
- 原創音樂：川井憲次

### 票房
香港首天票房78萬港幣，首日上映了約200場次，其中安樂旗下的三大院線便占了六成半，首周四天收穫370萬名列第四位，連同優先場累計則380萬港幣。次周收286万名列第四，累計664萬。

### 獎項提名
| 年份 | 獎項                               | 結果 | 备注  |
| ---- | ---------------------------------- | ---- | ----- |
| 2013 | 第50届台湾金马奖最佳女配角——邵音音 | 提名 | [ 5 ] |

### 外部連結
- 《迷離夜》在新加坡雅虎的電影頁面
- Yahoo奇摩電影上《鬼夜》的資料（繁體中文）
- MSN娛樂上《鬼夜》的資料（繁體中文）

- 開眼電影網上《鬼夜》的資料（繁體中文）
- 豆瓣电影上《迷離夜》的資料 （简体中文）
- 时光网上《迷離夜》的資料（简体中文）
- AllMovie上《迷離夜》的资料（英文）
- 爛番茄上《迷離夜》的資料（英文）
- 香港影庫上《迷離夜》的資料（繁體中文）
- 互联网电影数据库（IMDb）上《迷離夜》的资料（英文）

## 奇幻夜
《奇幻夜》是李碧華鬼魅系列的第2集，由陳嘉上、劉國昌、泰迪羅賓執導的3 部短片。

### 劇情
〈枕妖〉
鄒靜怡（陳法拉　飾）自從和男友阮浩康（林家棟　飾）分手後，開始失眠，無論每晚吃多少粒安眠藥，都解決不了。在同事的建議下，買了一個有繡花圖案的藥枕。藥枕緊貼著臉，氣息相通，鄒靜怡竟然可以一覺到天光，不知人間何世。但是...
〈迷藏〉
肥強（陳耀榮　飾）回憶7天之前所發生的事情：肥強把握殺校前的最後機會，跟一班舊同學潛入荒廢已久的母校懷緬過去，大家不理校工陳伯（黎漢持　飾）的勸告，堅持在子夜時份玩「天師捉鬼」的遊戲，結果...
〈黑傘〉
林伯（泰迪羅賓　飾）穿著唐裝衫褲，手持一柄木製黑傘，經常深夜獨自遊蕩。今晚是農曆七月十四，林伯顯得心事重重，行事小心翼翼，直至遇上流鶯珍妮花（莫綺雯　飾），結果一發不可收拾...

### 演員表
〈枕妖〉
| 演員   | 角色       | 關係／暱稱                       |
| 陳法拉 | 鄒靜怡     | 阮浩康之女友                     |
| 林家棟 | 阮浩康     | 鄒靜怡之男友，后被鄒静怡割喉杀害 |
| 蔣祖曼 | 美寶       | 鄒靜怡之同事                     |
| 何華超 | 關醫生     | 鄒靜怡之同事                     |
| 林超榮 | 雜貨店老闆 | 賣枕頭給鄒靜怡的老闆             |
| 嚴乙恩 | 男警員     |                                  |
| 郭慧   | 女警員     |                                  |

〈迷藏〉
| 演員   | 角色       | 關係／暱稱 |
| 陳耀榮 | 肥強       |            |
| 岑珈其 | 叉燒       |            |
| 譚淇淇 | Ceci       |            |
| 張穎沁 | 公主       |            |
| 魚旦   | 達仔       |            |
| 唐杰樑 | 師兄       |            |
| 黃溢濠 | 驚青       |            |
| 陳沛妍 | 細寶       |            |
| 梁嘉進 | 李老師     |            |
| 黎漢持 | 陳伯       |            |
| 林淑真 | 校長       |            |
| 陳麗玲 | 肥強母親   |            |
| 焦浩軒 | 鏡中瘦肥強 |            |
| 馮尹芳 | 學校內鬼魂 |            |
| 余金珠 | 學校內鬼魂 |            |
| 鐘聲揚 | 鬼學生     |            |
| 梁卓琳 | 鬼學生     |            |
| 黃希晴 | 鬼學生     |            |
| 梁曉嵐 | 鬼學生     |            |
| 劉嘉家 | 鬼學生     |            |
| 黃詠琪 | 鬼學生     |            |
| 楊諾維 | 鬼學生     |            |
| 羅子豪 | 鬼學生     |            |
| 羅嘉詠 | 鬼學生     |            |
| 馮祐同 | 鬼學生     |            |
| 吳宥延 | 鬼學生     |            |
| 羅嘉滔 | 鬼學生     |            |
| 劉樂怡 | 鬼學生     |            |
| 鐘俊宇 | 鬼學生     |            |
| 鄭子航 | 鬼學生     |            |
| 胡湘瑩 | 鬼學生     |            |

〈黑傘〉
| 演員     | 角色         | 關係／暱稱 |
| 泰迪羅賓 | 林伯         |            |
| 莫綺雯   | 珍妮         |            |
| 關楚耀   | 索K男        |            |
| 張國強   | 小巴司機     |            |
| 尹揚明   | 劏房波       |            |
| 黃夏蕙   | 紅衣老婦     |            |
| 易天雄   | 馬伕強       |            |
| 何家鏵   | 賭鬼         |            |
| 羅志星   | 阿水         |            |
| 郭仲添   | 船上少年們   |            |
| 尹綺雯   | 船上少年們   |            |
| 陳穎珊   | 船上少年們   |            |
| 劉詩雅   | 船上少年們   |            |
| 陸俊賢   | 船上少年們   |            |
| 張卓宏   | 船上少年們   |            |
| 黃可盈   | 小女鬼       |            |
| 李敏     | 小女鬼母親   |            |
| 梁志     | 小女鬼父親   |            |
| 林展翔   | 隧道內孩子們 |            |
| 吳子標   | 隧道內孩子們 |            |
| 陳銘軒   | 隧道內孩子們 |            |
| 李梓樂   | 隧道內孩子們 |            |
| 李偉章   | 隧道內孩子們 |            |

### 工作人員
- 導演：陳嘉上（〈妖枕〉）、劉國昌（〈迷藏〉）、泰迪羅賓（〈黑傘〉）
- 編劇：陳嘉上（〈妖枕〉）、鄧漢強（〈迷藏〉）、李碧華（〈黑傘〉）
- 出品人、監製：江志強、鄧漢強
- 美術總監：奚仲文、黃炳耀
- 攝影指導：陳志英 (HKSC)、Wade Muller (HKSC, ACS)、關智耀 (HKSC)
- 剪接：李棟全 (HKSE)、劉國昌、陳祺合 (HKSE)
- 原創音樂：川井憲次

### 外部連結
- 豆瓣电影上《奇幻夜》的資料 （简体中文）
- 时光网上《奇幻夜》的資料（简体中文）
- AllMovie上《奇幻夜》的资料（英文）
- 爛番茄上《奇幻夜》的資料（英文）
- 香港影庫上《奇幻夜》的資料（繁體中文）
- 互联网电影数据库（IMDb）上《奇幻夜》的资料（英文）